# Janis Joplin's Greatest Hits
Janis Joplin's Greatest Hits è una compilation della cantante statunitense Janis Joplin, pubblicato nel 1973.

## Tracce
1. Piece of My Heart – 4:14
2. Summertime – 4:02
3. Try (Just a Little Bit Harder) – 3:57
4. Cry Baby – 4:00
5. Me and Bobby McGee
6. Down on Me – 3:09
7. Get It While You Can – 3:27
8. Bye, Bye Baby – 2:37
9. Move Over – 3:44
10. Ball and Chain – 7:59
11. Maybe – 3:41
12. Mercedes Benz – 1:47